# Nyad
A Nyad 2023-ban bemutatott amerikai életrajzi filmdráma, amelyet Elizabeth Chai Vasarhelyi és Jimmy Chin rendezett. A főbb szerepekben Annette Bening, Jodie Foster, Rhys Ifans, Karly Rothenberg és Christopher Tellefsen látható.
Amerikában 2023. október 20-án a mozikban, míg Magyarországon 2023. november 3-án mutatták be a Netflixen.

## Cselekmény
2010-ben a hatvanéves Diana Nyad elhatározza, hogy teljesíti azt, amit eddig nem sikerült: 110 mérföldet úszik megállás nélkül Kubától Floridáig, amit harminc évvel korábban sikertelenül próbált megtenni. Legjobb barátnőjét és egykori élettársát, Bonnie Stollt bízza meg edzésével. A kora miatti nyilvános szkepticizmus ellenére Diana Key Westbe költözik Bonnie-val a felkészüléshez, és felbéreli John Bartlett navigátort, hogy kísérje el az úszás során. A cápaketrec helyett Diana úgy dönt, hogy Shark Shielddel, egy cápaelhárító elektronikus eszközzel úszik.
2011 augusztusában Diana 1978 óta először próbálja meg átúszni a Floridai-szorost. A kedvezőtlen óceáni áramlatok azonban letérítik az útvonalról, és arra kényszerítik, hogy idő előtt feladja a versenyt. Egy hónappal később, a második kísérleténél megcsípi egy dobozmedúza. A vezető orvos beugrik, hogy megmentse a nőt, de a medúza őt is behálózza, és ki kell menteni. Dianának beadnak egy injekciót a méreg ellen, de ő ragaszkodik ahhoz, hogy sérülése ellenére folytassa az úszást. Némi kezdeti ellenállás után Bonnie és John engedelmeskedik neki, de Dianát ismét megcsípi a medúza, és rövid időre elveszíti az eszméletét. A hajón újraélesztik.
Diana a kórházban lábadozik, ahol Bonnie kifejezi Dianának aggodalmát a veszélyek súlyossága miatt, és figyelmezteti, hogy hagyja, hogy a személyes álma felülírja a hajó legénységének biztonságát. Diana egy újabb próbálkozásért esedezik, és konzultál egy dobozmedúza-szakértővel, aki egy speciálisan erre a célra kifejlesztett védőruhát ad neki. Diana úszását és edzéseit visszatekintések váltják fel, amelyek a neveltetését és a gyermekkori úszóedzője, Jack Nelson által elkövetett szexuális visszaéléseket mutatják be.
2012 augusztusában Diana újabb kísérletet tesz, annak ellenére, hogy John figyelmeztetett a rossz időjárási körülményekre. Diana úszása közben zivatar tör ki, és John hajóját elönti a víz. Bonnie felszólítja Dianát, hogy szakítsa meg a küldetést, annak ellenére, hogy Diana könyörög, hogy folytassa. A szárazföldre visszatérve Diana nem hajlandó beismerni a vereséget, és újabb kísérletet tervez, ami veszekedést vált ki közte és Bonnie között. Bonnie leszólja Diana önzőségét, és azon kesereg, hogy félretette saját álmait, csak azért, hogy Dianát támogassa, majd felmond edzőként.
Nem sokkal később Diana felhívja Johnt, és bocsánatot kér a viselkedéséért. John elfogadja a bocsánatkérést, de bevallja, hogy nem tud még egy futamot vállalni, mert sürgetőbb gondjai vannak, többek között az anyagi stabilitás miatt. Diana meglátogatja Bonnie-t, és ketten kibékülnek. Bonnie tájékoztatja Dianát, hogy Nelson elhunyt, és a hír arra készteti Dianát, hogy elgondolkodjon a traumáján. Bonnie később úgy dönt, hogy újra edzi Dianát, miután rájön, milyen szoros a kapcsolatuk. John is visszatér navigátorként; elárulja Bonnie-nak, hogy rosszul van, és szeretne még egy utolsó lehetőséget, hogy lássa, mire képes Diana.
Diana 2013. augusztus 31-én kezdi meg ötödik próbálkozását; ezúttal kedvezőbb áramlatok segítik. Veszély akkor merül fel, amikor egy cápa közeledik, és a cápapajzs nem működik megfelelően. A hajó legénységének segítői időben a vízbe ugranak, hogy elhárítsák a cápát, amely elúszik. Órákkal később Diana testén a kimerültség jelei mutatkoznak. Hallucinációs látomásai vannak az Óz, a csodák csodájából ismert sárga téglaútról és a Tádzs Mahalról. Hogy motiválja, Bonnie beugrik a vízbe, és könyörög Dianának, hogy adjon neki egy utolsó lökést. Amikor Key West partjait látják, a legénység izgatottan tájékoztatja Dianát, hogy egyre közelebb vannak.
Szeptember 2-án Diana eléri Key West partját, ahol nézők és rajongók hordái gyűlnek össze, hogy végignézzék a versenyt. A vízből kiemelkedik, és fokozatosan felemelkedik a partra, ami a tömeg ünneplését váltja ki. A sajtó felkérésére Diana azt mondja, hogy három dolgot szeretne mondani: "Egy: soha, de soha ne add fel. Kettő: soha nem vagy túl öreg ahhoz, hogy az álmaidat kergesd. És három: lehet, hogy ez egy magányos sportnak tűnik... de csapat kell hozzá."

## Szereplők
| Szerep           | Színész                            | Magyar hang    |
| ---------------- | ---------------------------------- | -------------- |
| Diana Nyad       | Annette Bening                     | Tóth Enikő     |
| Diana Nyad       | Anna Harriette Pittman (14 évesen) | Blazsó Regina  |
| Bonnie Stoll     | Jodie Foster                       | Götz Anna      |
| John Bartlett    | Rhys Ifans                         | Máté Gábor     |
| Dee Brady        | Angel Yanagihara                   | N/A            |
| Angel Yanagihara | Jeena Yi                           | Sallai Nóra    |
| Luke Tipple      | Luke Cosgrove                      | L. Nagy Attila |
| Jack Nelson      | Eric T. Miller                     | Harcsik Róbert |
| Jon Rose         | Garland Scott                      | Lukács Dániel  |

### Magyar változat
- Magyar szöveg: Zalatnay Márta
- Hangmérnök: Przemysław Kunda
- Felvevő hangmérnök és vágó: Bogdán Gergő
- Gyártásvezető: Újréti Zsuzsa
- Szinkronrendező: Aprics László
- Produkciós vezető: Felföldi Anna

A szinkront az Iyuno Hungary készítette el.

## A film készítése
2022 januárjában bejelentették, hogy a Netflix fogja forgalmazni a filmet. 2022 márciusában bejelentették, hogy a gyártás megkezdődött.